# Eucithara guentheri
Eucithara guentheri is een slakkensoort uit de familie van de Mangeliidae. De wetenschappelijke naam van de soort is voor het eerst geldig gepubliceerd in 1893 door G.B. Sowerby III.